# 스잔나의 체험
"스잔나의 체험"은 한국에서 제작된 설태호 감독의 1986년 드라마 영화이다. 유영국 등이 주연으로 출연하였고 한현숙 등이 제작에 참여하였다.

## 출연

### 주연
- 유영국

## 기타
- 조명: 손영철
- 녹음: 김병수